# Санхурхо, Оиер
Оиер Санхурхо (исп. Oier Sanjurjo Maté; 25 мая 1986) — испанский футболист, полузащитник клуба АЕК (Ларнака).

## Биография
Оиер Санхурхо является воспитанником памплонской «Осасуны». В 2005—2009 годах выступал за вторую команду клуба. 24 сентября 2008 года Санхурхо дебютировал в Ла Лиге в домашнем матче против «Депортиво Ла-Корунья» (0:0), выйдя на последние 10 минут матча вместо Начо Монреаля. В том сезоне несмотря на то, что Оиер выступал за «Осасуну Б», ему удалось ещё 9 раз выйти на поле в матче за основную команду в Примере.
В сезоне 2009/10 Санхурхо сыграл 5 матчей в основном составе на позиции правого защитника, из-за того, что основной правый защитник команды Сесар Аспиликуэта выступал за молодёжную сборную Испании на чемпионате мира.
В сезоне 2011/12 Оиер был отдан в аренду «Сельте», выступавшей в Сегунде. По итогам сезона «Сельте» удалось занять 2-е место и вернуться в элитный испанский дивизион, а Санхурхо сыграл в 33-х матчах в чемпионате.